# Sanne Olsson
Sanne Linnea Olsson, född 9 februari 1987 i Karlskrona stadsförsamling, är en svensk journalist och TV-programledare. Efter fyra år på Aftonbladet anställdes hon sommaren 2015 på Expressen, men övergick senare till en tjänst vid Sveriges Televisions konsumentredaktion som programledare för Plus från 2016 till 2018.